# ヘンリー・イングラム (第7代アーヴィン子爵)
第7代アーヴィン子爵ヘンリー・イングラム（英語: Henry Ingram, 7th Viscount of Irvine、1691年4月30日 – 1761年4月4日）は、イギリスの政治家、貴族。

## 生涯
第3代アーヴィン子爵アーサー・イングラムとイサベラ・メイチェル（Isabella Machell、1670年10月25日 – 1764年7月21日、ジョン・メイチェルの娘）の息子として、1691年4月30日に生まれ、5月14日にウィットカークで洗礼を受けた。1708年5月17日にオックスフォード大学オリオル・カレッジに入学、1711年2月9日にB.A.の学位を、1712年にM.A.の学位を修得した。
1722年イギリス総選挙でホーシャム選挙区から出馬して当選、議会では常に与党の一員として投票した。1736年5月26日に兄アーサーが死去すると、アーヴィン子爵の爵位を継承した。その後、ホーシャム選挙区の議員チャールズ・エヴァースフィールドからホーシャムにおける市民借地権を買い上げ、ホーシャム選挙区を完全に掌握した。
1736年から1761年までイースト・ライディング・オブ・ヨークシャー統監を務め、1745年ジャコバイト蜂起ではイースト・ライディングで志願兵1個中隊を率いた。
1761年4月4日にホーシャム近くで死去、ウィットカークで埋葬された。息子がおらず、弟ジョージが爵位を継承した。
1745年頃のフィリップ・メルシエによる第7代アーヴィン子爵夫婦の肖像画がテンプル・ニューサムに所蔵されている。

## 家族
1737年6月以前にアン・スカーバラ（Anne Scarborough、1699年頃 – 1766年3月20日、チャールズ・スカーバラの娘）と結婚した。